# ちゃたんニライセンター
ちゃたんニライセンターは、沖縄県中頭郡北谷町にある北谷町立の複合施設である。

## 施設概要
- 生涯学習館
- カナイホール
- 北谷町立図書館
- FMニライ（コミュニティ放送局）

## 館内
- 地下階 - 学習室（2室）・和室（2室）・講座室（3室）・工芸室・工作室・マルチメディア工房（控室）・調理室・機械室（2室）・電気室・バス車庫
- 1階 - 玄関・受付カウンター・事務室・会議室・団体室・図書室・ギャラリー北谷（談話コーナー）・カナイホール（舞台・練習室・控室）・倉庫・FMニライ（演奏所・送信所:送信所の詳細は下記）
- 2階 - セミナー室（第1～第8）・青少年支援センター・ハンズオン・倉庫（2室）・機械室（4室）

## 開館時間
- 9時から22時まで。

## 休館日
- 年末年始（概ね12月29日 - 1月3日）。但し、保守点検等により、臨時に休館する事がある。

## 送信施設
- 当センターには｢FMニライ｣の送信所が置かれている。

| 周波数 （MHz） | 放送局名 | コールサイン | 空中線電力 | ERP | 放送対象地域                                | 放送区域内世帯数 | 開局日         |
| -------------- | -------- | ------------ | ---------- | --- | ------------------------------------------- | ---------------- | -------------- |
| 79.2           | FMニライ | JOZZ0AT-FM   | 20W        | 27W | 北谷町のほぼ全域と嘉手納町･宜野湾市の各一部 | 37,877世帯       | 2004年 5月28日 |

### 歴史
- 2004年
  - 5月6日 - 予備免許交付。
  - 5月27日 - 本免許交付。
  - 5月28日 - 株式会社テレプロ（愛称：エフエムちゃたん）本放送開始。
- 2009年1月1日 - テレプロが、株式会社クレストにFMラジオ事業の全てを譲渡。

## その他
- 2009年からの毎年3月下旬は、ダウンタウンDX（読売テレビ系）のスペシャル番組「ダウンタウンDXDX 沖縄から生放送スペシャル」を当施設から放送する。しかし、当施設のある沖縄県には系列局が無く、沖縄テレビで遅れネットのため、沖縄では生放送を見られない現象が発生している。